# Ханс Кристоф фон Харденберг
Ханс Кристоф фон Харденберг (на немски: Hans Christoph fon Hardenberg; 1581 – 1645) е благородник от род Харденберг в Долна Саксония.
Той е син на Фридрих фон Харденберг († 1609) и съпругата му Катарина фон Боденхаузен († 1608). Внук е на Кристоф фон Харденберг († 1571) и Анна фон Манделслох († 1580). Правнук е на Ханс фон Харденберг († 1547).

## Фамилия
Ханс Кристоф фон Харденберг се жени за Катарина фон Бланкенбург. Бракът е бездетен.
Ханс Кристоф фон Харденберг се жени втори път за Магдалена Агнес фон Маренхолц († 1648), вдовица на Йост Филип фон Харденберг († 1607). Те имат единадесет деца:
- Елизабет София фон Харденберг (* 6 декември 1617)
- Катарина Магдалена фон Харденберг (* 18 декември 1618; † сл. 1651)
- Хедвиг фон Харденберг (* пр. 25 март 1620; † 1705), омъжена за Дитрих фон Шпигел (1618 – 1684), син на Георг VII фон Шпигел (1582 – 1627) и Елизабет фон Мюнххаузен (1590 – 1654)
- Хилдебранд Кристоф фон Харденберг (* 14 март 1621 в Харденберг; † 2 март 1682 в дворец Харденберг), близнак, женен I. за Сабина Маргарета фон Винкел († 1659), II. на 13 ноември 1661 г. в Охрум за Магдалена Кристина Кай фон Зеещет (* 3 март 1631, Копенхаген; † 24 май 1688, дворец Харденберг, Хановер)
- Фридрих Аше фон Харденберг (* 14 март 1621; † 10 март 1675), близнак, женен I. за Берта фон Бюлов († 1652); II. за Анна София фон Книщет, III. за Хедвиг фон Мюнххаузен († 9 ноември 1691 в Гьотинген)
- Ханс Курт фон Харденберг (* 7 април 1622; † 19 август 1684)
- Илза Агнес фон Харденберг (* 15 ноември 1624; † 9 декември 1625)
- Анна Доротея фон Харденберг (* 25 юли 1626; † 2 юни 1627)
- Кристиан Улрих фон Харденберг (* 20 май 1628; † 18 март 1692 в дворец Харденберг), женен за Сибила фон Лауинген
- Елизабет фон Харденберг (* 25 август 1630), омъжена I. за Фридрих фон Пост, II. на 18 март 1692 г. в дворец Харденберг за Филип Адам фон Масенбах
- Елизабет Анна фон Харденберг, омъжена за Рабе Арендт фон Ойнхаузен